# Liste der Naturdenkmale in Tübingen
| Naturdenkmale | Anzahl |
| ------------- | ------ |
| FND           | 5      |
| END           | 17     |
| Gesamt        | 22     |

Die Liste der Naturdenkmale in Tübingen nennt die verordneten Naturdenkmale (ND) der im baden-württembergischen Landkreis Tübingen liegenden Stadt Tübingen. In Tübingen gibt es insgesamt 22 als Naturdenkmal geschützte Objekte, davon 5 flächenhafte Naturdenkmale (FND) und 17 Einzelgebilde-Naturdenkmale (END).
Stand: 1. November 2016.

## Einzelgebilde (END)
| Name                                                                | Bild           | Kennung     | Einzelheiten | Position | Fläche Hektar | Datum         |
| ------------------------------------------------------------------- | -------------- | ----------- | ------------ | -------- | ------------- | ------------- |
| Bettelbachverwerfung                                                |                | 84160410580 | Tübingen     | ⊙        | 0,0           | 24. Apr. 1967 |
| Eiche im Gewann „Hohen Lehen“                                       |                | 84160410510 | Tübingen     | ⊙        | 0,0           | 18. Sep. 1972 |
| Eiche in der Schlossbergstr. 33                                     |                | 84160410588 | Tübingen     | ⊙        | 0,0           | 11. Feb. 1992 |
| Kanadische Pappel                                                   |                | 84160410513 | Tübingen     | ⊙        | 0,0           | 5. Mai 1939   |
| Ladstockbuche                                                       |                | 84160410552 | Tübingen     | ⊙        | 0,0           | 28. Dez. 1962 |
| Otto-Schäffer-Linde                                                 | weitere Bilder | 84160410491 | Tübingen     | ⊙        | 0,0           | 28. Dez. 1962 |
| 1 Bärlocheiche                                                      |                | 84160410551 | Tübingen     | ⊙        | 0,0           | 28. Dez. 1962 |
| 1 Eiche am Herrlesberg                                              |                | 84160410556 | Tübingen     | ⊙        | 0,0           | 20. Juli 1972 |
| 1 Eiche am Herrlesberg                                              |                | 84160410558 | Tübingen     | ⊙        | 0,0           | 4. Mai 1939   |
| 1 Eiche an der Gaishalde                                            |                | 84160410520 | Tübingen     | ⊙        | 0,0           | 11. Feb. 1992 |
| 1 Eiche im Großholz                                                 |                | 84160410559 | Tübingen     | ⊙        | 0,0           | 18. Sep. 1972 |
| 1 Friedenseiche                                                     |                | 84160410554 | Tübingen     | ⊙        | 0,0           | 18. Sep. 1972 |
| 1 Kaiserlinde, „Ulrichslinde“ (Schlosslinde) Neupflanzung März 1982 |                | 84160410583 | Tübingen     | ⊙        | 0,0           | 16. Apr. 1985 |
| 1 Kreuzbuche                                                        |                | 84160410550 | Tübingen     | ⊙        | 0,0           | 28. Dez. 1962 |
| 2 Eichen am Herrlesberg                                             |                | 84160410557 | Tübingen     | ⊙        | 0,0           | 5. Mai 1939   |
| 2 Eichen bei der Kohltorwiese                                       |                | 84160410490 | Tübingen     | ⊙        | 0,0           | 28. Dez. 1962 |
| 2 Silberpappeln und 1 Eiche                                         |                | 84160410540 | Tübingen     | ⊙        | 0,0           | 5. Mai 1939   |
| Legende für Naturdenkmal                                            |                |             |              |          |               |               |